# Otto Chadraba
Otto Chadraba (8. června 1893 Králův Dvůr – 25. ledna 1952 Žamberk) byl profesorem českého gymnázia v Prachaticích a prvním českým starostou města Prachatice.

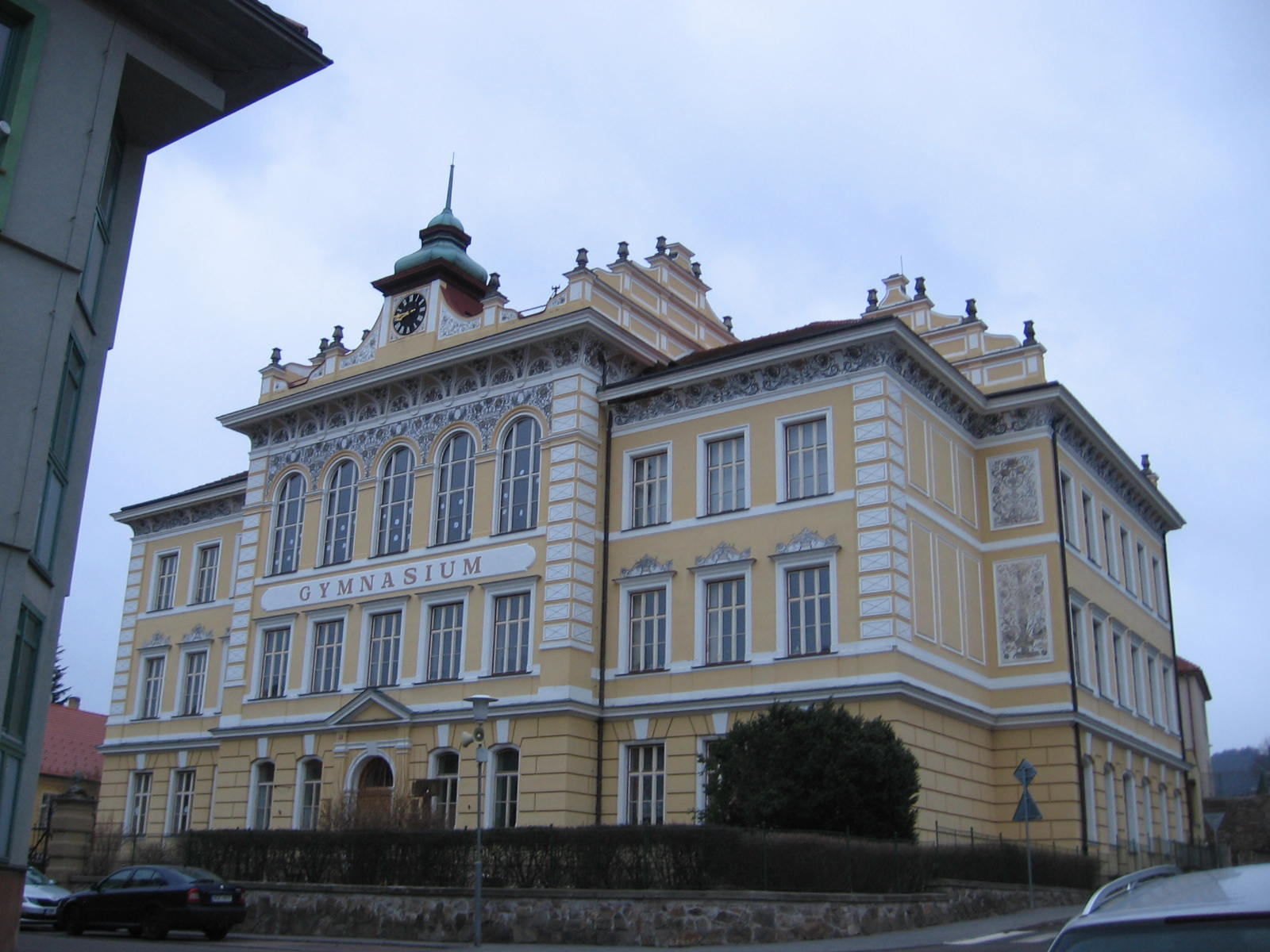
Gymnázium Prachatice

## Život

### Mládí a studia
Jeho otec byl František Chadraba, hutní mistr v Králově Dvoře a matka Marie Müllerová, dcera vrchního inženýra české montánní společnosti z blízké Karlovy Huti. Vystudoval filozofickou fakultu Karlovy Univerzity v Praze (1912–1914) a poté nastoupil na vojenskou službu. Během první světové války v roce 1918 bojoval v Rumunsku a hned poté se vrátil zpět na univerzitu a studium dokončil získáním aprobace středoškolského profesora v roce 1920.

### Působení v Prachaticích
Po úspěšném ukončení vysoké školy přijel do Prachatic a v roce 1920 nastoupil jako středoškolský profesor reformního reálného gymnázia. Jeho vyučovacími předměty byly zeměpis a přírodopis. V Prachaticích vedl velmi bohatý život a stal se významnou osobou jak pro celý kolektiv prachatického gymnázia, tak i pro občany města a celého regionu. Stal se předním funkcionářem Národní Jednoty Pošumavské a podílel se na zakládání menšinových škol. Dne 6. října 1935 se konaly volby českých voličů a Otto Chadraba byl zvolen do městského zastupitelstva a následně 31. prosince 1935 byl zvolen jako první český starosta města Prachatice. Stejně jako jiná gymnázia, i prachatické gymnázium podlehlo německé okupaci a muselo být na podzim roku 1938 uzavřeno. Část gymnázia byla přesunuta do Vodňan a v roce 1940 došlo k jeho úplnému zrušení a studenti museli být přesunuti do Strakonic. Za ilegální odbojovou činnost ho nacisté od roku 1943 věznili v koncentračních táborech Osvětim a Buchenwald.

## Posmrtné pocty
Po osvobození a návratu z Osvětimi a Buchenwaldu byl vyznamenán Československým válečným křížem 1939 a Československou vojenskou medailí za zásluhy a pamětním odznakem II. národního odboje. Během jeho držení v koncentračních táborech se mu velmi zhoršilo zdraví, avšak po osvobození byl povolán jako ředitel na gymnázium v Berouně, kde působil až do své smrti v roce 1952. Když prachatické gymnázium slavilo 50. výročí od svého vzniku, byla v budově tohoto gymnázia odhalena pamětní deska profesora Otty Chadraby, čímž byla uctěna památka významného profesora této školy.